# バンプー
バンプー（英語: BANPU略称BANPU）は、タイの石炭生産、採掘企業で、同国最大手。
石炭の採掘、生産、精製を行っている。タイのパヤオ県、ラムパーン県やインドネシア、中国に炭鉱を有している。また近年、電力、発電事業にも進出中である。
SET 50 Indexの採用銘柄である。(2008年2月現在)
日本での事業。
北海道鵡川町、滋賀県日野町、兵庫県淡路市で発電事業を推進中である。